# Bezirksamt Philippsburg
Das Bezirksamt Philippsburg war seit 1803 ein Amt in der Markgrafschaft Baden. Es wurde 1864 im Rahmen einer Reform der Verwaltungsgliederung aufgelöst.

## Geschichte
Aufgrund des sechsten Organisationsedikts von 1803 wurde das bisherige speyerische Amt Philippsburg zum Amt Philippsburg in der badischen Markgrafschaft.
Folgende Orte wurden dem Amt zugeordnet: Dettenheim, Huttenheim, Kirrlach, Neudorf, Oberhausen, Philippsburg, Rheinhausen, St. Leon, Rheinsheim, Rot und Wiesental. Der Amtsbezirk zählte nun 6456 Einwohner.
Der bisherige Amtmann Franz Josef Schoch wurde vom neuen Landesherrn übernommen und leitete das Amt bis 1813. Die Besoldung bestand aus 650 fl Gulden, 10 Malter Korn, 12 Malter Spelz, zwei Fuder Wein sowie freie Wohnung im Amtshaus. Lediglich ein Amtskommissar und ein Schreiber standen ihm als Mitarbeiter zur Verfügung. Bis 1825 stieg die Einwohnerzahl des Amtsbezirks auf über 10.000 und die Mitarbeiterzahl des Amtsvorstandes erhöhte sich auf vier, bestehend aus zwei Aktuare, einem Amtsrevisor und einem Kanzlist. Neben den allgemeinen Verwaltungsaufgaben hatte das Amt, wie alle badischen Bezirksämter der damaligen Zeit, Polizei- und Kriminaluntersuchungen bei Wildereien, Diebstählen, Injurien u. a. durchzuführen. Erst 1857 erfolgte in Baden die Trennung der Justiz von der allgemeinen Verwaltung und so entstand das Amtsgericht Philippsburg. Durch eine Verwaltungsreform wurde das Bezirksamt Philippsburg zum 1. Oktober 1864 aufgehoben und acht Jahre später auch das erst 1857 entstandene Amtsgericht geschlossen. Das Oberamt Bruchsal wurde mit dem aufgehobenen Amt Philippsburg zum Bezirksamt Bruchsal vereinigt, das nun zum neu gebildeten Kreis Karlsruhe gehörte.
Die hierarchische Gliederung und Ämtereinteilung der badischen Verwaltung wurde in den Jahren 1806, 1809 und 1813 geändert. Folgende Übersicht zeigt die jeweilige Zugehörigkeit des Bezirksamtes Philippsburg:
- Ab 1803: Badische Pfalzgrafschaft – Landvogtei Michelsberg – Amt Philippsburg
- Ab 1806: Provinz des Unterrheins oder der badischen Pfalzgrafschaft (Mannheim) – Landesherrliches Amt Philippsburg
- Ab 1809: Neckarkreis (Mannheim) – Landesherrliches Amt Philippsburg
- Ab 1832: Unterrheinkreis (Mannheim) – Landesherrliches Amt Philippsburg

## Amtmänner
- 1798 bis 1813 Franz Schoch
- 1813 bis 1819 August Hüber
- 1819 bis 1838 Franz Keller
- 1839 bis 1842 Franz von Jagemann
- 1842 bis 1848 Josef von Reichlin-Meldegg
- 1848 bis 1850 Franz Kirchgeßner
- 1850 bis 1862 Wilhelm Hübsch
- 1862 bis 1864 Gustav Eschborn